# Tournoi de tennis d'Alicante
Le JC Ferrero Challenger Open est un tournoi international de tennis masculin faisant partie de l'ATP Challenger Tour ayant lieu tous les ans au mois de mars à Villena, dans la province d'Alicante en Espagne à partir de l'année 2018. Il se joue sur les courts extérieurs en terre battue de l'académie Equelite de Juan Carlos Ferrero.

## Palmarès

### Simple
| Année | Vainqueur          | Finaliste      | Score           |
| ----- | ------------------ | -------------- | --------------- |
| 2018  | Pablo Andújar      | Alex de Minaur | 7-65, 6-1       |
| 2019  | Pablo Andújar      | Pedro Martínez | 6-3, 3-6, 6-3   |
| 2020  | Carlos Alcaraz     | Pedro Martínez | 7-66, 6-3       |
| 2021  | Constant Lestienne | Hugo Grenier   | 6-4, 6-3        |
| 2022  | Lukáš Klein        | Nick Hardt     | 6-3, 6-4        |
| 2023  | Constant Lestienne | Hugo Grenier   | 610-7, 6-2, 6-4 |

### Double
| Année | Vainqueurs                           | Finalistes                               | Score            |
| ----- | ------------------------------------ | ---------------------------------------- | ---------------- |
| 2018  | Wesley Koolhof Artem Sitak           | Guido Andreozzi Ariel Behar              | 6-3, 6-2         |
| 2019  | Thomaz Bellucci Guillermo Durán      | Gerard Granollers Pedro Martínez         | 2-6, 7-5, [10-5] |
| 2020  | Enzo Couacaud Albano Olivetti        | Íñigo Cervantes Oriol Roca Batalla       | 4-6, 6-4, [10-2] |
| 2021  | Denys Molchanov David Vega Hernández | Romain Arneodo Matt Reid                 | 6-4, 6-2         |
| 2022  | Robin Haase Albano Olivetti          | Sanjar Fayziev Sergey Fomin              | 7-65, 7-5        |
| 2023  | Niki Kaliyanda Poonacha Divij Sharan | Jeevan Nedunchezhiyan John-Patrick Smith | 6-4, 3-6, [10-7] |